# Тиодор Фриймън
Тиодор Фриймън (на английски: Theodore Cordy Freeman) е роден на 18 февруари 1930 г. в Хавърфорд, Пенсилвания. Капитан от USAF и астронавт от НАСА. Загинал на 31 октомври 1964 г. в небето над военновъздушната база Елингтън, близо до Хюстън, Тексас, при катастрофа с учебен реактивен самолет Т – 38.

## Образование
Т. Фриймън завършва гимназия през 1948 г. Постъпва във Военноморската академия, дипломира се през 1953 г., като бакалавър по инженерни науки. През 1960 г. придобива магистърска степен по аерокосмическо инженерство от Университета на Мичиган. Фриймън е член на Американския институт по аеронавтика и Асоциацията на експерименталните тест пилоти.

## Военна кариера
Фриймън служи в експерименталната авиобаза на USAF и НАСА, Едуардс в пустинята Мохаве, Калифорния. Лети на различни типове самолети. До смъртта си има повече от 3300 полетни часа, от тях 2400 часа на реактивни самолети.

## Служба в НАСА
В НАСА, Т. Фриймън постъпва на 17 октомври 1963 г., като част от селекцията на Астронавтска група № 3. Започва работа в изследователския отдел, занимаващ се с двигателите на първите степени на ракетите – носители. Въпреки че преминава успешно общия курс за обучение на астронавти, до смъртта си през 1964 г. не получава назначение в нито една космическа мисия.